# Cantonul Saint-Mandrier-sur-Mer
Cantonul Saint-Mandrier-sur-Mer este un canton din arondismentul Toulon, departamentul Var, regiunea Provence-Alpes-Côte d'Azur, Franța.

## Comune
- La Seyne-sur-Mer (parțial)
- Saint-Mandrier-sur-Mer (reședință)